# Atletica leggera ai Giochi della IV Olimpiade - 110 metri ostacoli
La competizione dei 110 metri ostacoli di atletica leggera dei Giochi della IV Olimpiade si tenne i giorni 23 e 25 luglio 1908 allo Stadio di White City a Londra.

## L'eccellenza mondiale
| Record olimpico: Parigi 1900 | 15”4  | Alvin Kraenzlein | Ritirato 1902 |
| Migliore europeo in attività | 15”6y | Kenneth Powell   | Presente      |
| Primatista mondiale stag.le  | 15”2  | Arthur Shaw      | Presente      |

Tra maggio e giugno gli americani disputano le prime selezioni olimpiche, in tre luoghi diversi. Sui 110 ostacoli i vincitori di questa storica prima edizione sono:
- Est: Leonard Howe con 15"8;
- Centro: John Garrells con 15"8;
- Ovest: Forrest Smithson con 15"4.

## Risultati

### Turni eliminatori
| 14 Batterie  | 23 luglio | 25 partenti    | Si qualificano solo i vincitori. |
| 4 Semifinali | 24 luglio | 14 concorrenti | Si qualificano i primi.          |
| Finale       | 25 luglio | 4 concorrenti  |                                  |

### Batterie
| Pos. | Atleta        | Nazione     | Tempo ufficiale | Tempo ufficioso |
| ---- | ------------- | ----------- | --------------- | --------------- |
| 1    | Alfred Healey | Regno Unito | 15"8            |                 |
| 2    | Henry Murray  | Australasia |                 | 16"3            |
| 3    | Doug Stupart  | Sudafrica   | n/d             | n/d             |

2ª batteria
| Pos. | Atleta          | Nazione     | Tempo ufficiale | Tempo ufficioso |
| ---- | --------------- | ----------- | --------------- | --------------- |
| 1    | Johnny Garrels  | Stati Uniti | 16"2            |                 |
| 2    | Arthur Halligan | Regno Unito |                 | 17"1            |

3ª batteria
| Pos. | Atleta               | Nazione     | Tempo ufficiale | Tempo ufficioso |
| ---- | -------------------- | ----------- | --------------- | --------------- |
| 1    | Oswald Groenings     | Regno Unito | 16"4            |                 |
| 2    | Georgios Skoutaridis | Grecia      |                 | 17"0            |

4ª batteria
| Pos. | Atleta         | Nazione     | Tempo ufficiale | Tempo ufficioso |
| ---- | -------------- | ----------- | --------------- | --------------- |
| 1    | Laurence Kiely | Regno Unito | [ 1 ]           | [ 1 ]           |

5ª batteria
| Pos. | Atleta         | Nazione     | Tempo ufficiale | Tempo ufficioso |
| ---- | -------------- | ----------- | --------------- | --------------- |
| 1    | William Rand   | Stati Uniti | 15"8            |                 |
| 2    | Kenneth Powell | Regno Unito |                 | 16"2            |
| 3    | Ted Savage     | Canada      | n/d             | n/d             |

6ª batteria
| Pos. | Atleta         | Nazione     | Tempo ufficiale | Tempo ufficioso |
| ---- | -------------- | ----------- | --------------- | --------------- |
| 1    | Wallis Walters | Regno Unito | 17"8            |                 |
| -    | Oscar Lemming  | Svezia      | dnf             | dnf             |

7ª batteria
| Pos. | Atleta          | Nazione     | Tempo ufficiale | Tempo ufficioso |
| ---- | --------------- | ----------- | --------------- | --------------- |
| 1    | William Knyvett | Regno Unito | [ 1 ]           | [ 1 ]           |

8ª batteria
| Pos. | Atleta          | Nazione | Tempo ufficiale | Tempo ufficioso |
| ---- | --------------- | ------- | --------------- | --------------- |
| 1    | Fernand Halbart | Belgio  | [ 1 ]           | [ 1 ]           |

9ª batteria
| Pos. | Atleta      | Nazione     | Tempo ufficiale | Tempo ufficioso |
| ---- | ----------- | ----------- | --------------- | --------------- |
| 1    | Tim Ahearne | Regno Unito | [ 1 ]           | [ 1 ]           |

10ª batteria
| Pos. | Atleta           | Nazione     | Tempo ufficiale | Tempo ufficioso |
| ---- | ---------------- | ----------- | --------------- | --------------- |
| 1    | Forrest Smithson | Stati Uniti | 15"8            |                 |
| 2    | Nándor Kovács    | Ungheria    |                 | 17"2            |

11ª batteria
| Pos. | Atleta          | Nazione     | Tempo ufficiale | Tempo ufficioso |
| ---- | --------------- | ----------- | --------------- | --------------- |
| 1    | Eric Hussey     | Regno Unito | 16"8            |                 |
| -    | Wilhelm Blystad | Norvegia    | n/d             | n/d             |

12ª batteria
| Pos. | Atleta           | Nazione     | Tempo ufficiale | Tempo ufficioso |
| ---- | ---------------- | ----------- | --------------- | --------------- |
| 1    | Cecil Kinahan    | Regno Unito | 16"8            |                 |
| 2    | Oscar Guttormsen | Norvegia    |                 | 18"2            |

13ª batteria
| Pos. | Atleta        | Nazione     | Tempo ufficiale | Tempo ufficioso |
| ---- | ------------- | ----------- | --------------- | --------------- |
| 1    | Leonard Howe  | Stati Uniti | 15"8            |                 |
| 2    | Edward Leader | Regno Unito |                 | 16"1            |

14ª batteria
| Pos. | Atleta   | Nazione     | Tempo ufficiale | Tempo ufficioso |
| ---- | -------- | ----------- | --------------- | --------------- |
| 1    | Art Shaw | Stati Uniti | [ 1 ]           | [ 1 ]           |

### Semifinali
1a semifinale
| Pos. | Atleta           | Nazione     | Tempo ufficiale | Tempo ufficioso |
| ---- | ---------------- | ----------- | --------------- | --------------- |
| 1    | Art Shaw         | Stati Uniti | 15"6            |                 |
| 2    | Eric Hussey      | Regno Unito |                 | 16"5            |
| 3    | Wallis Walters   | Regno Unito |                 | 16"9            |
| 4    | Oswald Groenings | Regno Unito | n/d             | n/d             |

2a semifinale
| Pos. | Atleta           | Nazione     | Tempo ufficiale | Tempo ufficioso |
| ---- | ---------------- | ----------- | --------------- | --------------- |
| 1    | Forrest Smithson | Stati Uniti | 15"4 =          |                 |
| 2    | William Knyvett  | Regno Unito |                 | 15"6            |
| 3    | Leonard Howe     | Stati Uniti |                 | 15"8            |

3a semifinale
| Pos. | Atleta         | Nazione     | Tempo ufficiale | Tempo ufficioso |
| ---- | -------------- | ----------- | --------------- | --------------- |
| 1    | William Rand   | Stati Uniti | 15"8            |                 |
| 2    | Alfred Healey  | Regno Unito |                 | 15"9            |
| 3    | Laurence Kiely | Regno Unito | n/d             | n/d             |
| 4    | Tim Ahearne    | Regno Unito | n/d             | n/d             |

4a semifinale
| Pos. | Atleta          | Nazione     | Tempo ufficiale | Tempo ufficioso |
| ---- | --------------- | ----------- | --------------- | --------------- |
| 1    | Johnny Garrels  | Stati Uniti | 16"2            |                 |
| 2    | Cecil Kinahan   | Regno Unito |                 | 17"5            |
| -    | Fernand Halbart | Belgio      | dns             | dns             |

### Finale
La gara non viene disputata in pista, ma sul manto erboso al centro dello stadio.

I quattro finalisti sono tutti americani, a rimarcare il predominio della scuola USA in questa specialità. Alla partenza si muovono all'unisono, ma Smithson guadagna sugli avversari ostacolo dopo ostacolo, tagliando il traguardo con un vantaggio di quasi cinque metri su Garrels con il primato dei Giochi.
| Pos | Paese       | Atleta           | Età | T. ufficiale | T. ufficioso |
| --- | ----------- | ---------------- | --- | ------------ | ------------ |
|     | Stati Uniti | Forrest Smithson | 24  | 15"0         |              |
|     | Stati Uniti | John Garrels     | 23  |              | 15"7         |
|     | Stati Uniti | Arthur Shaw      | 22  |              | 15"8         |
| 4   | Stati Uniti | William Rand     | 22  |              | 16"0         |

Dopo la gara Smithson verrà immortalato in alcune fotografie che lo ritraggono mentre valica un ostacolo tenendo una Bibbia nella mano sinistra.

Il secondo classificato, John Garrels, ha vinto la settimana precedente il bronzo nel Getto del peso.

Nessuno farà meglio di Forrest Smithson nel quadriennio seguente. Nel 1913 la neonata IAAF registrerà questa prestazione come primo record mondiale ufficiale della specialità.